# Рамцы
Рамцы — деревня в Любанском городском поселении Тосненского района Ленинградской области.

## История
Впервые упоминается в Писцовой книге Водской пятины 1500 года как деревня Рамца в Ильинском Тигодском погосте Новгородского уезда.
В переписи 1710 года в Ильинском Тигодском погосте записаны две деревни Рамцы и Другие Рамцы.
На карте Санкт-Петербургской губернии 1792 года А. М. Вильбрехта обозначена единая деревня Рамцы.

БОЛЬШИЕ И МАЛЫЕ РАМЦЫ — деревни Рамецкого сельского общества, прихода села Пельгоры.

Дворов крестьянских — 71. Строений — 288, в том числе жилых — 127. 

Число жителей по семейным спискам 1879 г.: 147 м. п., 158 ж. п.; по приходским сведениям 1879 г.: 150 м. п., 154 ж. п.;

Ветряная мельница. Мелочная лавка. Питейный дом.  (1884 год)

РАМЦЫ — деревня бывшая владельческая при реке Тигоде. Дворов — 72, жителей — 295. Часовня. Лавка. (1885 год)

В конце XIX — начале XX века деревня административно относилась к Пельгорской волости 1-го стана 1-го земского участка Новгородского уезда Новгородской губернии.

БОЛЬШИЕ РАМЦЫ — деревня Рамецкого сельского общества, дворов — 44, жилых домов — 44, число жителей: 118 м. п., 113 ж. п. 

Занятия жителей — земледелие. Часовня, 2 мелочные лавки, смежна с д. Малые Рамцы. 

МАЛЫЕ РАМЦЫ — деревня Рамецкого сельского общества, дворов — 33, жилых домов — 33, число жителей: 108 м. п., 97 ж. п. 

Занятия жителей — земледелие, отхожие промыслы. Часовня, хлебозапасный магазин, школа, смежна с д. Большие Рамцы. 

РАМЦЫ (НИКОЛЬСКОЕ) — усадьба Н. В. Клейгельса,  жилых домов — 4, число жителей: 13 м. п., 12 ж. п. 

Занятия жителей — земледелие. (1907 год)

Согласно военно-топографической карте Петроградской и Новгородской губерний издания 1917 года деревня Рамцы состояла из 43 крестьянских дворов.
По данным 1933 года деревни Большие Рамцы и Малые Рамцы входили в состав Пельгорского сельсовета Тосненского района.

План деревни Рамцы. 1937 год

Согласно топографической карте 1937 года деревня насчитывала 103 двора. В центре деревни находился брод через реку Тигоду, в деревне была своя школа.
Деревня была освобождена от немецко-фашистских оккупантов 26 января 1944 года.
По данным 1966, 1973 и 1990 годов деревня Рамцы входила в состав Любанского сельсовета.
В 1997 году в деревне Рамцы Любанской волости проживали 15 человек, в 2002 году — 38 человек (русские — 92 %).
В 2007 году в деревне Рамцы Любанского ГП — 8.

## География
Деревня расположена в восточной части района на автодороге 41К-172 (Смердыня — Липки), к северу от центра поселения — города Любань.
Расстояние до административного центра поселения — 12 км.
Расстояние до ближайшей железнодорожной платформы Болотницкая — 10 км.
Через деревню протекает река Тигода.

## Демография
| 2007 | 2010 | 2017 |
| ---- | ---- | ---- |
| 8    | ↗26  | →26  |

## Улицы
Дачная, Заречная, Центральная.